# 44e régiment d'infanterie (France)
Pour les articles homonymes, voir As de pique (homonymie) et 44e régiment.
Le 44e régiment d'infanterie (44e RI) est un régiment d'infanterie de l'Armée de terre française créé sous la Révolution à partir du régiment d'Orléans, un régiment français d'Ancien Régime.
Surnommé l’« As de pique » (division des As) pendant la guerre de 1914-1918, il sert actuellement de corps support aux personnels militaires affectés à la DGSE.

## Créations et différentes dénominations
- 1er janvier 1791 : Tous les régiments prennent un nom composé du nom de leur arme avec un numéro d’ordre donné selon leur ancienneté. Le régiment d'Orléans devient le 44e régiment d'infanterie de ligne ci-devant Orléans.
- 1793 : Amalgamé il prend le nom de 44e demi-brigade de première formation
- 1796 : Création de la 44e demi-brigade de deuxième formation
- 1803 : Renommé 44e régiment d'infanterie de ligne
- 16 juillet 1815 : comme l'ensemble de l'armée napoléonienne, il est licencié à la Seconde Restauration
- 11 août 1815 : création de la légion du Doubs
- 1820 : la légion du Gard est amalgamée et devient le  44e régiment d'infanterie de ligne.
- 1887 : renommé '44e régiment d'infanterie
- 1914 : à la mobilisation, il forme le 244e régiment d'infanterie
- 1923 : dissous
- 1939 : recréé
- 1940 : dissous
- 1986 : l'unité est recréée par changement d'appellation du 89e bataillon des services et devenu maintenant régiment administratif ; il est le régiment support de la DGSE.

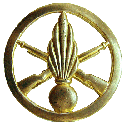
Insigne de béret de l'infanterie

## Colonels / chefs de brigade
- 1791 : Colonel Charles de la Chateigneraie de Saint-Foix
- 1792 : Colonel Jean-Charles Gerbous de La Grange (*)
- 1793 : Colonel Jean-Joseph Doyen de Félix
- 1794 : Chef de brigade Pencez (?)
- 1796 : Chef de brigade Joseph Antoine Marie Mainoni (**)
- 1799 : Chef de brigade François Joseph Offenstein (*)
- 1799 : Chef de brigade Adrien Joseph Saudeur (*)
- 1803 : Colonel Adrien Joseph Saudeur (*)
- 1806 : Colonel Jacques Mathurin Lafosse (*)
- 1811 : Colonel Pierre-Elisabeth-Henri Griolet de Saint-Henry
- 1812 : Colonel Jean-Dominique Paolini
- 1815 : Jean-Dominique Paolini
- Colonel Bouffez, commandant en 1914, tué à l’ennemi le 25 septembre 1915.
- 30 septembre 1915 - 16 avril 1917 : Lieutenant-colonel Niéger, blessé grièvement le 16 avril 1917.
- 19 avril au 4 octobre 1917 : Lieutenant-colonel Rey
- 4 octobre 1917 au 25 décembre 1918 : Lieutenant-colonel Niéger
- 25 décembre 1918 à ? : Colonel de Saint-Germain

Colonels tués ou blessés alors qu'ils commandaient le 44e RIL :
- Colonel Lafosse: Blessé le 10 mai 1807
- Lieutenant-colonel Achilli : Blessé mortellement le 1er février 1871 à la Cluse

Officiers tués ou blessés alors qu'ils servaient au 44e RIL durant la période 1804 - 1815 :
- Officiers tués : 40
- Officiers mort des suites de leurs blessures : 20
- Officiers blessés : 109

 (*)Officiers ayant atteint par la suite le rang de Général de brigade

## Historique des garnisons, combats et batailles

### Révolution et Empire

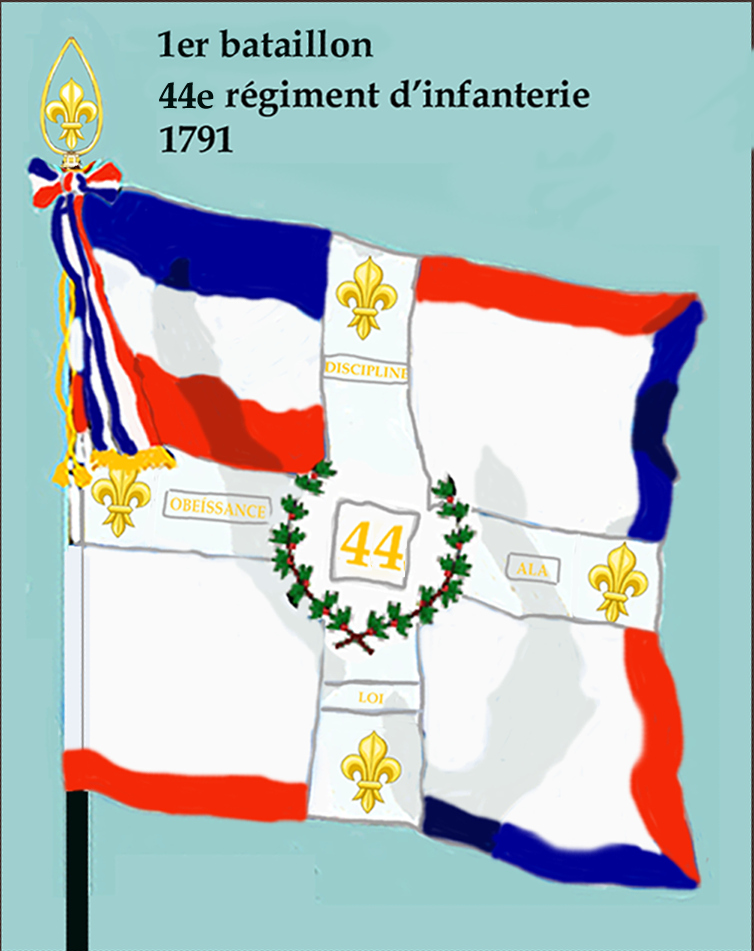
Drapeau du 1er bataillon du 44e régiment d'infanterie de ligne de 1791 à 1793
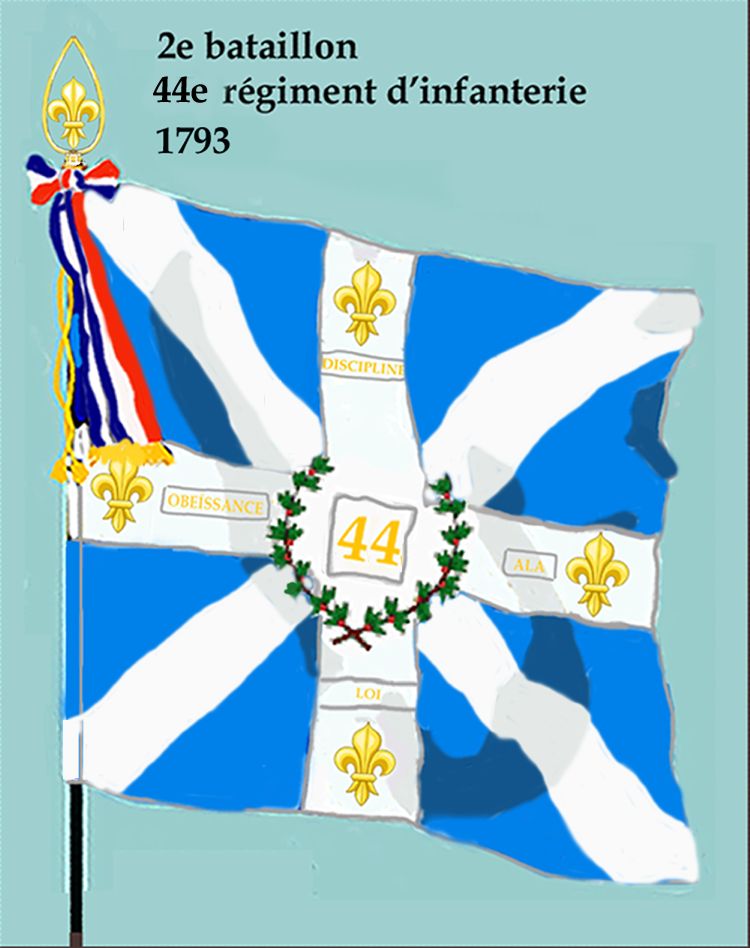
Drapeau du 2e bataillon du 44e régiment d'infanterie de ligne de 1791 à 1793

- 1791 : 
  - En juin, les officiers du 44e régiment en garnison au Quesnoy émigrèrent[1].
- 1792 : 
  - Valmy
  - 1er décembre 1792 : Armée de la Moselle, expédition de Trèves
- 1793 : 
  - Bataille de Kaiserslautern
  - Le 1er bataillon est incorporé dans la 87e demi-brigade de première formation
  - La 44e demi-brigade de première formation est formée avec les :
    - 2e bataillon du 22e régiment d'infanterie (ci-devant Viennois)
    - 2e bataillon de volontaires de la Corrèze
    - 5e bataillon de volontaires de Rhône-et-Loire
- 1794 : la 44e demi-brigade sert dans l'armée du Nord et contribue à la seconde conquête de la Belgique et à celle de la Hollande.
  - Fleurus
- 17 février 1796 : le 2e bataillon, qui n'avait pas été amalgamé en 1793, est incorporé dans la 44e demi-brigade de seconde formation
- 1799 : Maienfeld, Martinsbruck, Remus, Sus, Zurich, Glarus, Klonthal, et Schwanden
- 1800 : 
  - Marengo
- 1803 : le 44e régiment d'infanterie de ligne est formé à 3 bataillons avec la 44e demi-brigade.
- 1806 : Campagne de Prusse et de Pologne
  - 14 octobre : Bataille d'Iéna
  - Pułtusk
- 1807 : 
  - 8 février : Bataille d'Eylau
  - Ostrołęka,
  - Danzig,
  - Bataille de Friedland
- 1808 : Saragosse et Lerins
- 1809 : Siège de Saragosse et Alcanitz
- 1810 : Siège de Tortose
- 1811 : Sanguessa et Valence
- 1812 : Smoliany, Galopinski, et Borisow
- 1813 : Yecla et Ordal
- 1814 : Barcelone
- 1815 : 
  - Bataille de Ligny
  - Bataille de Rocquencourt (1 bataillon)
- 16 juillet 1815 : comme l'ensemble de l'armée napoléonienne, il est licencié à la Seconde Restauration

### 1815 à 1852
- 11 août 1815 : création de la légion du Doubs

- 1820 : la légion du Doubs est amalgamées et devient le  44e régiment d'infanterie de ligne.

- 1830 : Une ordonnance du 18 septembre créé le 4e bataillon et porte le régiment, complet, à 3 000 hommes[2].

### Second Empire
- 1844-1849 : le 44e régiment d'infanterie de ligne est en Algérie
- 1859 : Campagne d'Italie, bataille de Solférino

Durant la guerre franco-prussienne le régiment est à la 4e division du 3e corps de l'armée du Rhin. Il combat :
- 14 août : Bataille de Borny
- 16 août : Bataille de Rezonville
- 18 août : Bataille de Saint Privat
- 23 septembre : Affaire de Chieulles

Le dépôt du régiment est également bloqué dans Metz et la garnison est capturée le 29 octobre. Deux compagnies du IVe bataillon sont à Thionville, également assiégée et capitulent le 24 décembre tandis que les deux autres compagnies du IVe bataillon à Longwy et capitulent (en) le 25 janvier 1871.

### De 1871 à 1914
Le dépôt est recréé à Angoulême le 13 décembre 1870. Renforcé le 16 par 300 hommes du 82e de ligne, il forme en janvier et en février 1871 des détachements envoyés aux 85e, 88e et 90e régiments de marche. Le dépôt fusionne fin mars avec le 44e régiment de marche.
Lors de la réorganisation des corps d'infanterie de 1887, le 1er bataillon forme le 151e régiment d'infanterie

### Première Guerre mondiale
- En 1914 : casernement Lons-le-Saunier, Montbéliard, 27e brigade d'infanterie, 14e division d’infanterie, 7e corps d'armée.
- à la 14e division d’infanterie d'août 1914 à mai 1917, puis à la 41e division d’infanterie jusqu'en novembre 1918.

#### 1914
- 19 août : Bataille de Dornach. Le 7 août, le 44e franchit la frontière d'Alsace et prend la commune Altkirch. Le 19 août, la prise de Mulhouse, le 44e est engagé et prend la commune de Dornach[5].
- 29 août : Le 44e est engagé vers Morcourt et Proyart, et repousse un ennemi sans cesse renforcé.
- 30 août : la retraite vers le sud commence.

Première bataille de la Marne
- 4 septembre, les régiments se trouvent sous la protection des canons de Paris.
- 7 septembre, le régiment se bat vers Bouillancy.
- Le 12 septembre, le 44e attaque des arrière-gardes qui couvrent le passage de l'Aisne, les force à reculer et franchit la rivière à Vic-sur-Aisne, toute la division s'installe sur la rive droite.
- 20 septembre : au petit jour, les Allemands surprennent les unités en pleine relève ; un instant débordé, le régiment réussit à reprendre pied sur le plateau de Sainte-Léocade où il s'établit solidement suivant les ordres reçus.

#### 1915
- Carte postale adressée le 15/08/1915 par un caporal du 44e régiment12 janvier, après avoir relevé des unités fortement éprouvées, le régiment passe sur la rive droite de l'Aisne, sur un terrain détrempé et bouleversé par l'artillerie. Dans la bataille de Crouy, les 1er et 2e bataillons escaladent les pentes abruptes du plateau de Crouy et enlèvent une partie des organisations allemandes, faisant de nombreux prisonniers. L'ennemi contre-attaque sans relâche avec des effectifs sans cesse renouvelés. Le 3e bataillon est engagé vers le soir pour couvrir la droite du régiment un instant menacée. Mais, dans la nuit, ordre est donné d'occuper une ligne de repli et de repasser l'Aisne.

Seconde bataille de Champagne.

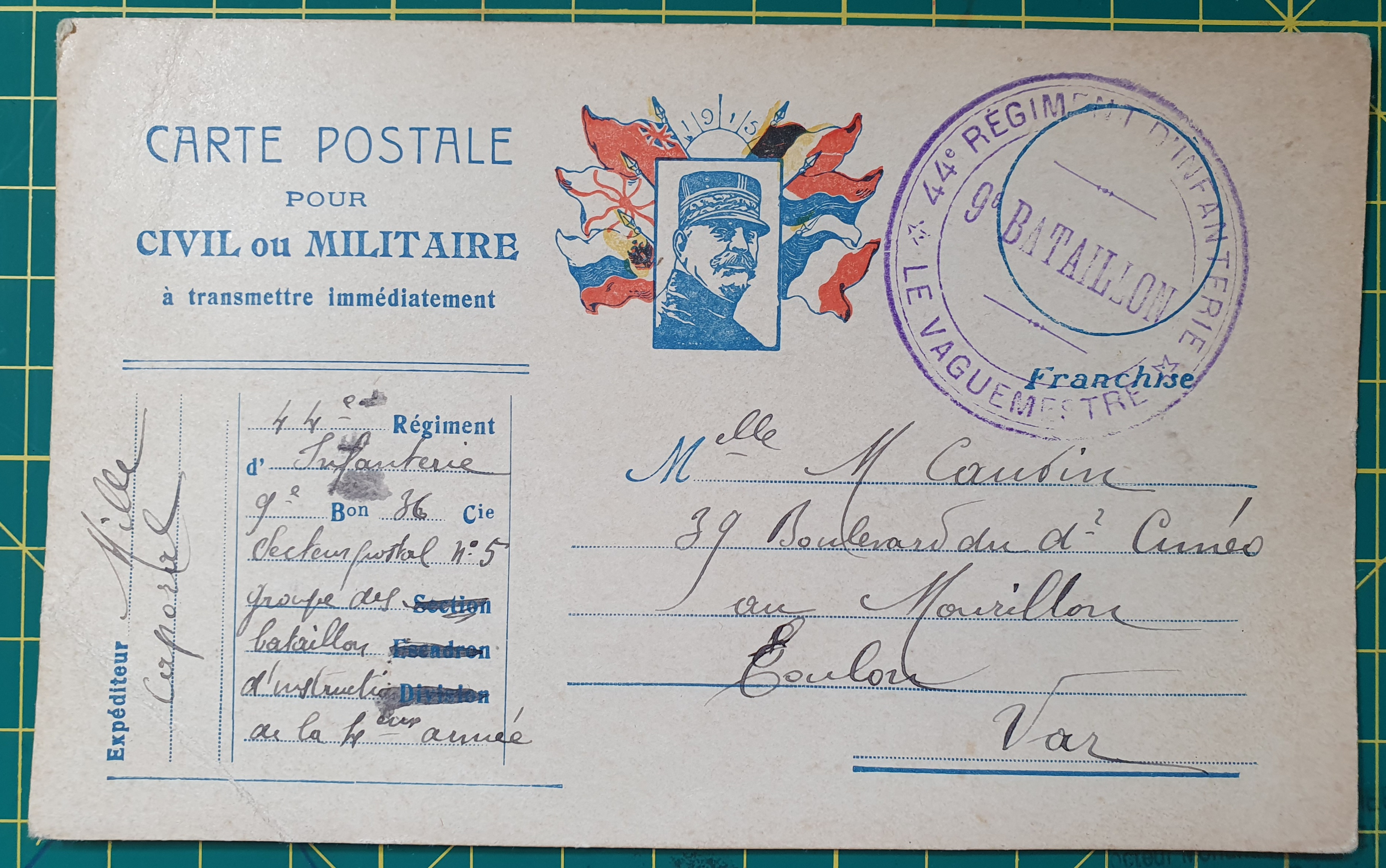
Carte postale adressée le 15/08/1915 par un caporal du 44e régiment

- 16 août, le 44e régiment prend position vers Jonchery-sur-Suippe, et travail à l'organisation du terrain.
- 25 septembre-6 octobre : le 44e a un front de 500 mètres, il est constitué par un centre de résistance, solidement organisé, sur une ride des plateaux crayeux de Champagne. Trois et parfois quatre lignes de tranchées soutiennent immédiatement la défense avancée. La préparation d'artillerie a fait trois brèches reconnues dans les réseaux barbelés, sur la droite. Elle a été moins efficace sur la gauche. Dans un ordre parfait, s'élance à l'assaut, mais les premières vagues du bataillon de gauche sont immédiatement fauchées par les rafales des mitrailleuses et les tirs de barrage. Le commandant Duménil et la plupart des officiers tombent. Obéissant encore à l’impulsion qui venait de leur être donnée par les chefs disparus, les unités progressent quand même, réussissent à entamer les réseaux, atteignent les lignes de soutien. Le bataillon de droite, malgré la mort héroïque de son chef, le commandant Allègre, avance rapidement et enlève toute la position. Mais il doit stopper en raison de l'arrêt des éléments voisins et, jusqu'au soir, le combat se poursuit à la grenade et à la baïonnette. Le fortin et les flots de résistance sont réduits au cours de la nuit.
- 26 septembre, les patrouilles de tête se heurtent à la deuxième position. Les renseignements de reconnaissance font ressortir la puissance des organisations ennemies : quarante mètres de réseaux de fil de fer intacts protègent à contre-pente les tranchées allemandes ; quelques fortins hérissés de mitrailleuses flanquent la ligne. Pour assurer jusqu'au bout son action personnelle, il accompagne la première vague qui débouche à son signal et franchit d'un bond la crête derrière laquelle se trouve la position ennemie. À ce moment, une mitrailleuse allemande dissimulée en avant des fils de fer se révèle brusquement et s'acharne sur le groupe. Le colonel tombe mortellement atteint. Tout est fauché à l'entour. Le médecin-chef Beaulies, averti, se précipite et n'arrive que pour tomber lui-même frappé d'une balle au front.
- 30 septembre, le lieutenant-colonel Niéger prend le commandement du régiment et, après un court repos, le 44e remonte en ligne le 10 octobre, au Bois-Raquette, secteur voisin de celui où il vient d'attaquer. Il l'organise défensivement jusqu'au 25 novembre, date à laquelle la division est mise au repos et à l'instruction dans la région de Saint-Dizier.

#### 1916
- Verdun (21-27 février)

25 février: défense de Bezonvaux
- La Somme (9 août)
- Bouchavesnes (12-13 septembre).
- Durant la Première Guerre mondiale, durant la bataille de la Somme, le 15 septembre 1916, le village de Allaines (Somme) est repris par l'armée française, les pertes sont lourdes, le 60e régiment d'infanterie est anéanti et le 44e régiment d'infanterie perd 600 soldats[6].

#### 1917

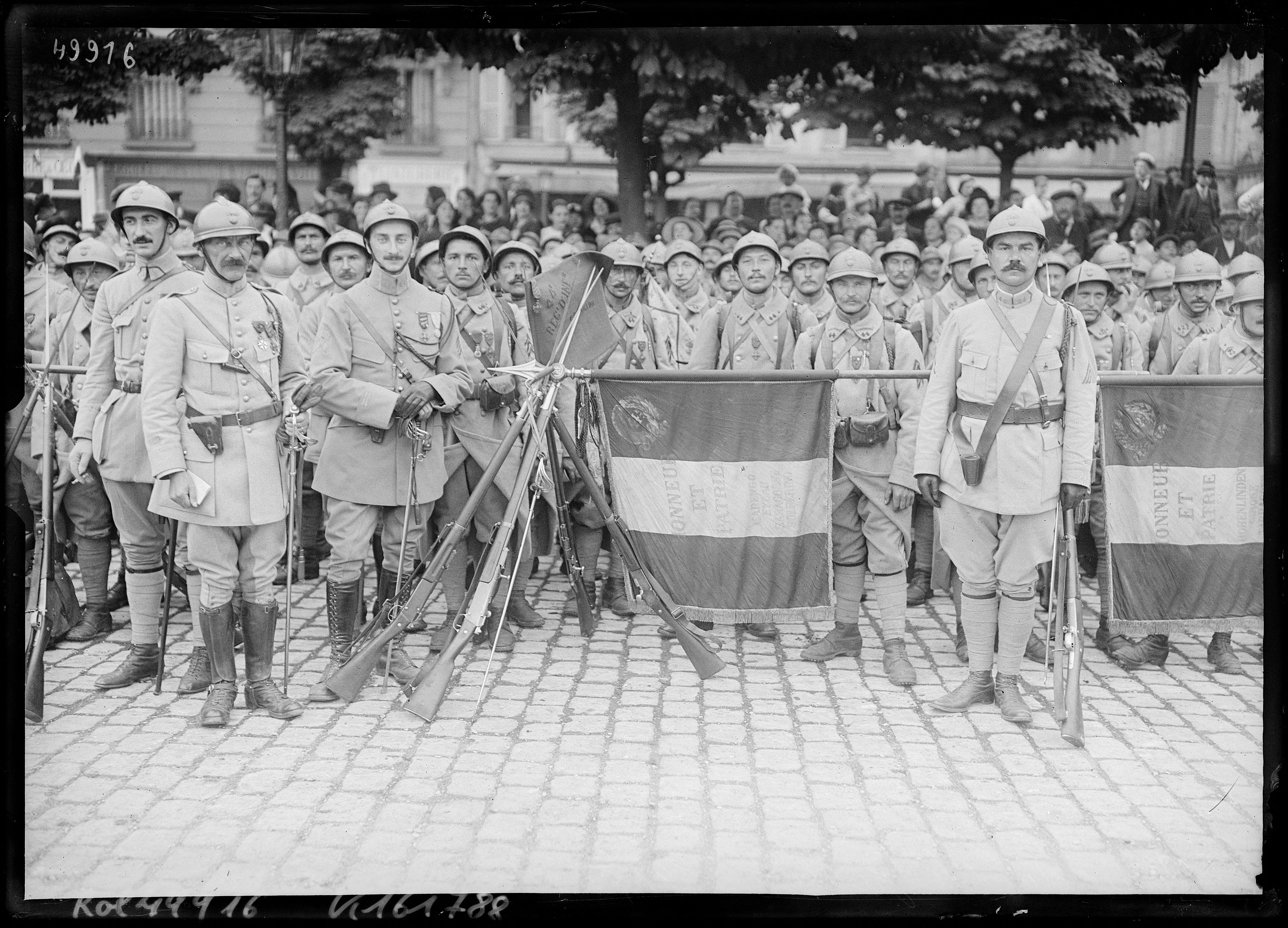
Soldats et drapeaux du à Paris le 14 7 1917.

- offensive du 16 avril
- Verdun (cote 344) (3-13 septembre)

#### 1918
- Combats dans la région du mont Kemmel.
- La Marne et la Vesle.
- La butte de Tahure.
- Les derniers combats.

le 29 juin 1918, le lieutenant Colonel Nièger a décerné une citation no 101 au soldat Louis François Chappuis de la 9e compagnie au front depuis le 12 août 1914 a participé à toutes les affaires du régiment, soldat courageux sous de violents bombardements a assuré comme cuisinier le ravitaillement de la compagnie pendant la période du 10 au 16 mai 1918 et a été grièvement blessé à son poste.

### Entre-deux-guerres
Le régiment est dissous le 10 avril 1923.

### Seconde Guerre mondiale

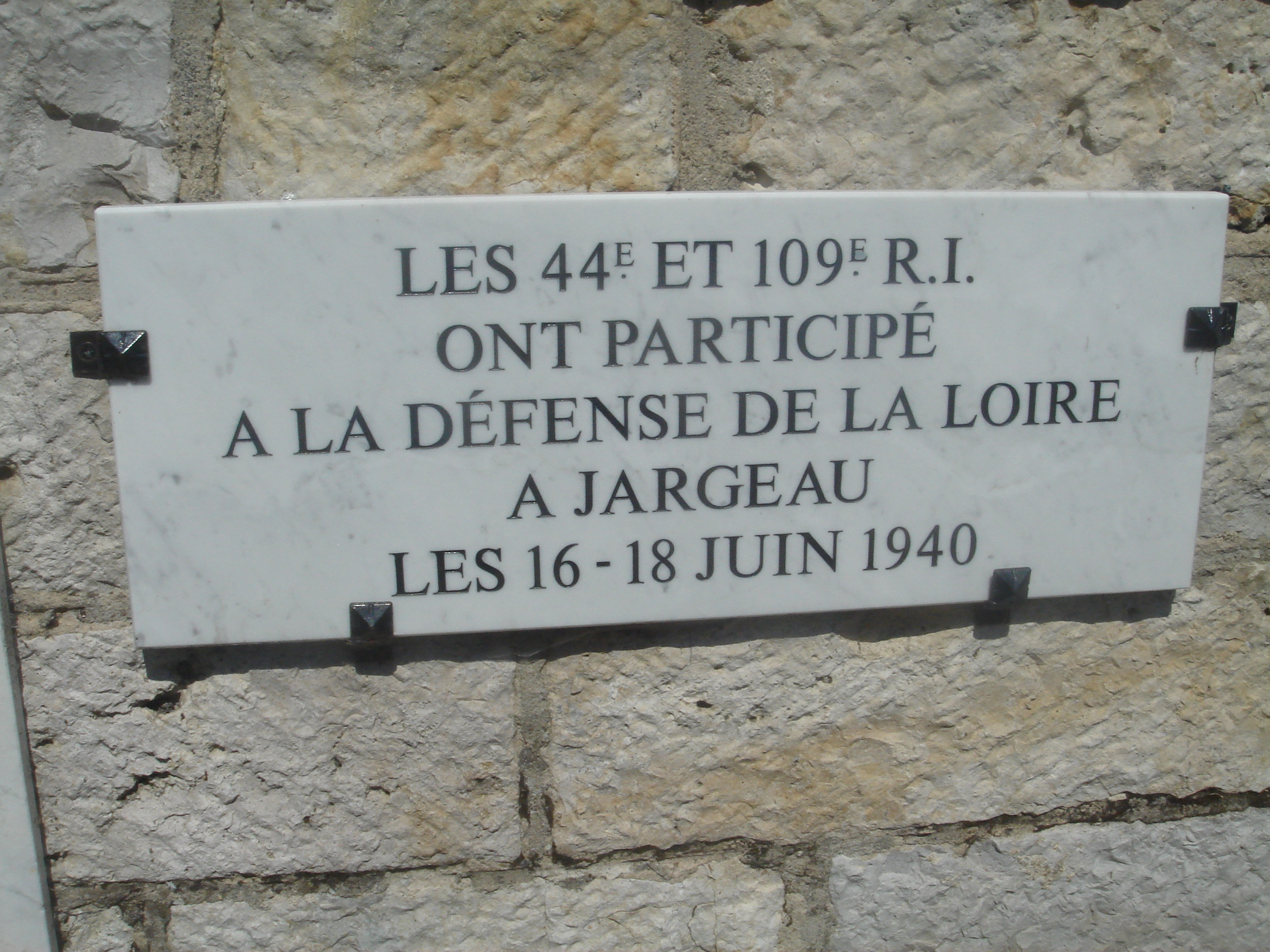
Plaque commémorative rappelant les actions des 44e et RI les 16-18 juin 1940, apposée sur la culée de l'ancien pont à Jargeau, département du Loiret

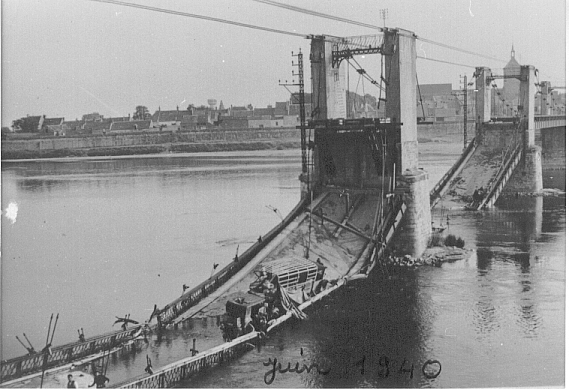
En 1940 à Jargeau, le pont suspendu après les destructions à la suite de la retraite française. La rupture des câbles suspenseurs et des haubans de solidarité entraîna l'effondrement des deux travées rive droite (côté Saint-Denis-de-l'Hôtel)

- le 2 septembre 1939, il est remis sur pied et placé sous les ordres du lieutenant-colonel de Faget de Casteljau. Il appartient à la 47e division d’infanterie. Région militaire, Centre mobilisateur d'infanterie ; réserve A ; active RI type NE ; il est mis sur pied par le CMI 73.
- le 5 juin 1940, le régiment est en première ligne sur la Somme lorsque les Allemands déclenchent leur offensive après l’encerclement et la défaite des forces françaises et anglaises dans la poche de Dunkerque. Se replie sur ordre avec ce qui reste de son bataillon en menant des actions retardatrices sur la Seine puis sur la Loire.
- 24 juin 1940, chargé de constituer et de conduire un détachement pour la défense de différentes coupures pendant la période du 19 au 24 juin 1940, a rempli sa mission avec initiative, énergie et intelligence. A pris en outre les dispositions les meilleures pour assurer les ravitaillements. Ne s’est replié que sur ordre, quittant son emplacement le dernier après avoir assuré la retraite ordonnée de son détachement.
- le 6 juin 1940, la défense du centre de résistance qui lui était confié contre un ennemi très supérieur en nombre, organisant un réduit qui a tenu jusqu'au bout après l’enlèvement de ses points d’appui avancés. Ne s’est replié que sur ordre, en combattant. A participé au combat de retraite du 9 juin en couvrant le passage d’un pont sur le fleuve et en organisant sa défense[9].

### De 1945 à nos jours
- Le 44e RI sera envoyé en Algérie de 1956 à 1962.
- Le 3e bataillon constitué d'appelés maintenus au-delà de la durée légale, provenant de diverses armes, transférés notamment d'Allemagne, était stationné de juillet 1956 à mai 1957 à Aïn-Sefra dans le Sud-Oranais, pour effectuer des missions de surveillance de la voie ferrée Oran-Colomb-Béchar, avec le soutien de la Légion étrangère. La veille de Noël 1956, une mine télécommandée explose et provoque la mort de 5 soldats.

Le 3/44 était implanté à Cassaigne.
- Il est implanté à Lons-le-Saunier jusqu'à la fin des années 1970.

- Le 1er février 1987, le 44e régiment d'infanterie devient le corps de soutien de tous les militaires affectés à la DGSE[10].

## Drapeau
Il porte, cousues en lettres d'or dans ses plis, les inscriptions suivantes, :

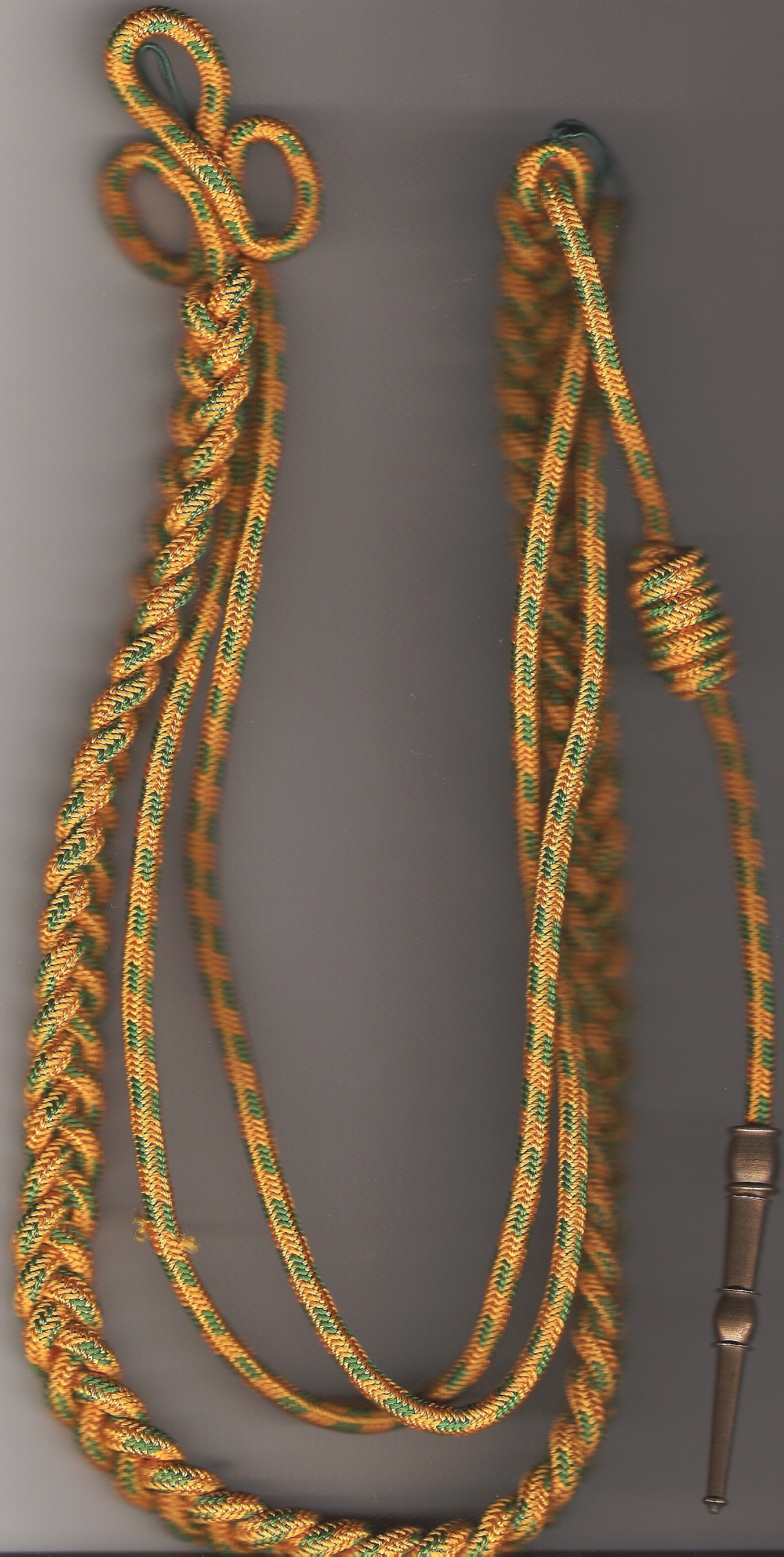
Fourragère aux couleurs du ruban de la médaille militaire

- Valmy 1792
- Marengo 1800
- Eylau 1807
- Saragosse 1809
- Solférino 1859
- l'Ourcq 1914
- Champagne 1915-1918
- Verdun 1916
- L'Aisne 1917
- AFN 1952-1962

## Décorations
- Sa cravate est décorée de la Croix de guerre 1914-1918 avec quatre palmes et une étoile de bronze
- Croix de la valeur militaire avec palme de bronze[13].
- Fourragère aux couleurs du ruban de la médaille militaire décernée le 4 novembre 1918.
- Fourragère aux couleurs de la Croix de l’Ordre de la Libération (depuis le 17 septembre 2018).

## Personnalités ayant servi au44eRI
- Général Renson d'Allois d'Herculais (1818-1884), général français du Second Empire et de la Troisième République.
- Joseph Ernest Joba (1836-1900)
- Jules-André Peugeot (1893-1914), caporal, mort le 2 août 1914 à 10 h 7, est le premier mort de la Première Guerre mondiale.
- Louis Finet (1897-1976), résistant, Compagnon de la Libération.
- Victor Harnisch (1905-1989), colonel, chef du 2e bataillon au 44e RI en Algérie entre 1956 et 1957.
- Éric Filiol (né en 1962), cryptanalyste militaire au 44e régiment d'infanterie de 1991 à 1997.

## Fait d'armes faisant particulièrement honneur au régiment
- Cité à l'ordre de l'armée, le 28 janvier 1916.

## Sources et bibliographie
- À partir du Recueil d’historiques de l'infanterie française (Général Andolenko - Eurimprim 1969)[réf. nécessaire].
- Victor Belhomme, Histoire de l'infanterie en France, t. 5, Henri Charles-Lavauzelle, 1902 (lire en ligne).